# Dictionary of Greek and Roman Biography and Mythology
Le Dictionary of Greek and Roman Biography and Mythology (DGRBM) est un dictionnaire biographique britannique rédigé dans les années 1840 sous la direction de William Smith, et consacré aux personnes réelles et aux personnages mythologiques et littéraires de la Grèce antique et de la Rome antique. C'est un des classiques de la lexicographie anglo-saxonne du XIXe siècle.

## Histoire éditoriale
Le Dictionary of Greek and Roman Biography and Mythology n'est pas le premier ouvrage du genre que dirige William Smith : il avait déjà dirigé un Dictionary of Greek and Roman Antiquities publié en 1842. Le DGRBM est rédigé par une équipe comptant au moins trente-cinq auteurs, sous la direction de Smith, qui signe également plusieurs articles. Les auteurs sont des antiquisants appartenant principalement à l'Université d'Oxford, l'Université de Cambridge, la Rugby School, l'Université rhénane Frédéric-Guillaume de Bonn.
Plusieurs dictionnaires postérieurs intègrent en partie le contenu du DGRBM. En 1853, Smith publie A New Classical Dictionary of Biography, Mythology, and Geography, fondé en partie sur le Dictionary of Greek and Roman Biography and Mythology.
Smith publie ensuite d'autres ouvrages du même genre, principalement un Dictionary of Greek and Roman Geography en 1854.
Le texte de l'ouvrage, entré dans le domaine public, a été mis en ligne sur plusieurs sites Internet au tournant du XXIe siècle.

## Principe
William Smith expose dans la préface le but de l'ouvrage, qui se veut aussi exhaustif que possible :

« Les articles biographiques de cet ouvrage incluent les noms de toutes les personnes de quelque importance mentionnées par les auteurs grecs et romains, depuis les époques les plus anciennes jusqu'à la disparition de l'empire romain d'Occident en l'an 476 de notre ère, et jusqu'à la disparition de l'empire romain d'Orient au moment de la prise de Constantinople par les Turcs en l'an 1453. »

Réparti sur trois volumes, le dictionnaire compte 3 700 pages.